# Distretto di Jian'an
Il distretto di Jian'an (建安区S, Jiàn'ān QūP) è un distretto della Cina, situato nella provincia di Henan e amministrato dalla prefettura di Xuchang.